# عباس تیروالا
عباس تیروالا (انگلیسی: Abbas Tyrewala؛ زادهٔ ۱۵ مهٔ ۱۹۷۴) کارگردان فیلم، و فیلم‌نامه‌نویس اهل هند است. اگه بدونی یا نه اولین فیلمی است که او کارگردانی کرده‌است.
او دیالوگ‌نویس فیلم مونا قلدره و محبت جادویی بود که ابن فیلم برندهٔ جوایزی همچون جایزه فیلم‌فیر شده‌است.